# Dover FC
Dover FC var en engelsk fotbollsklubb i Dover, som gick i konkurs 1983. Samma år bildades en ny fotbollsklubb i staden som gavs namnet Dover Athletic FC.
Dover FC hade flera föregångare med samma namn. Den senaste inkarnationen av Dover FC bildades 1947 och var den klubb som överlevde längst bland dessa, i 36 år.

## Meriter

### Liga
- Southern Football League Division One: Mästare 1966/67, 1978/79 (South)
- Kent Football League: Mästare 1951/52

### Cup
- Kent Senior Cup: Mästare 1951/52, 1959/60, 1961/62, 1966/67, 1967/68, 1970/71, 1971/72

## Kända spelare
- Peter Broadbent